# Challenger de Kioto 2014
El torneo Shimadzu All Japan Indoor Tennis Championships 2014, fue un torneo profesional de tenis. Perteneció al ATP Challenger Tour 2014. Se disputó su 18.ª edición sobre superficie dura, en Kioto, Japón entre el 3 y el 9 de marzo de 2014.

## Jugadores participantes del cuadro de individuales
| Favorito | País                | Jugador           | Rank1 | Posición en el torneo |
| -------- | ------------------- | ----------------- | ----- | --------------------- |
| 1        | Bandera de Japón    | Go Soeda          | 141   | Semifinales           |
| 2        | Bandera de Lituania | Ričardas Berankis | 145   | Cuartos de final      |
| 3        | Bandera de Japón    | Tatsuma Ito       | 156   | FINAL                 |
| 4        | Bandera de Japón    | Yūichi Sugita     | 161   | Primera ronda         |
| 5        | Bandera de Japón    | Hiroki Moriya     | 167   | Cuartos de final      |
| 6        | Bandera de Suiza    | Marco Chiudinelli | 176   | Semifinales           |
| 7        | Bandera de Alemania | Andreas Beck      | 186   | Cuartos de final      |
| 8        | Bandera de Austria  | Martin Fischer    | 187   | CAMPEÓN               |

| Posición en el torneo   |
| ----------------------- |
| Primera y segunda ronda |
| Cuartos de final        |
| Semifinales             |
| FINAL                   |
| CAMPEÓN                 |

- 1 Se ha tomado en cuenta el ranking del día 24 de febrero de 2014.

### Otros participantes
Los siguientes jugadores recibieron una invitación (tenista invitado), por lo tanto ingresan directamente al cuadro principal (WC):
- Takuto Niki
- Kento Takeuchi
- Takashi Saito
- Hiroyasu Ehara

Los siguientes jugadores ingresan al cuadro principal tras disputar el cuadro clasificatorio (Q):
- Arata Onozawa
- Chieh-Fu Wang
- Yuuya Kibi
- Hsien-Yin Peng

Los siguientes jugadores ingresan al cuadro principal como perdedor afortunado (LL):
- Toshihide Matsui

## Jugadores participantes en el cuadro de dobles

### Cabezas de serie
| Favorito | País                    | Jugador            | País                     | Jugador         | Rank1 | Posición en el torneo |
| -------- | ----------------------- | ------------------ | ------------------------ | --------------- | ----- | --------------------- |
| 1        | Bandera de la India     | Purav Raja         | Bandera de la India      | Divij Sharan    | 137   | CAMPEÓN               |
| 2        | Bandera de Tailandia    | Sanchai Ratiwatana | Bandera de Nueva Zelanda | Michael Venus   | 192   | FINAL                 |
| 3        | Bandera de China Taipéi | Hsien-Yin Peng     | Bandera de China Taipéi  | Tsung-Hua Yang  | 397   | Semifinales           |
| 4        | Bandera de Japón        | Toshihide Matsui   | Bandera de Tailandia     | Danai Udomchoke | 449   | Semifinales           |

- 1 Se ha tomado en cuenta el ranking del día 24 de febrero de 2014.

## Campeones[2]

### Individual Masculino
- Martin Fischer derrotó en la final a  Tatsuma Ito por 3-6, 7-5, 6-4.

### Dobles Masculino
- Purav Raja /  Divij Sharan derrotaron en la final a  Sanchai Ratiwatana /  Michael Venus, 5–7, 7–63, [10–4].